# Gert Van Brabant
Gert Vanbrabant (Diest, 17 juli 1968) is een voormalig Belgisch wielrenner.

## Palmares
1992
- Brussel-Zepperen
- 1e in het algemeen klassement van de Ronde van Namen

1993
- 1e in het algemeen klassement van de Ronde van Limburg
- Memorial Philippe Van Coningsloo
- 5e etappe Ronde van België, Amateurs
- 8e etappe Ronde van België, Amateurs
- 1e etappe deel b Ronde van Antwerpen

1994
- Temse

1995
- Bellegem

1996
- Belsele - Puivelde

## Resultaten in voornaamste wedstrijden
| Jaar | Kuurne-Brussel-Kuurne |
| ---- | --------------------- |
| 1995 | 8e                    |

Wielerploegen van Gert Van Brabant
Biets · 
Bouillon ·
Coppens ·
Corvers ·
Dauwe ·  
De Muynck ·   
Dexters ·
Eeckhout ·
Enthoven ·
Evenepoel ·
Feys ·
Goessens ·
Haghedooren ·
Heynderickx ·
In 't Ven · 
Lapage ·
Lodge ·
Nottebart ·  
Peers · 
Redant ·
Stumpf · 
Thijs · 
Van Brabant · 
Van Itterbeeck ·
Verbeken ·
Verstrepen · 
Willems
De Buyst · Devos · Dierckx · Feys · Leysen · Liboton · Nevens · Patry · Poppe · Roes · Steels · van Brabant · Van Hyfte · Verheyen · Vervoort · Gerits (stagiair) · Missotten (stagiair) · Van Aken (stagiair)
De Buyst · Feys · Gerits · Nevens · Patry · Roes · Roosen · Steels · Thijs · van Brabant · Van Lommel · Vansevenant · Verheyen · Verstrepen · Vervoort · Aerts (stagiair) · Renders (stagiair) · Stremersch (stagiair)